# Le Landreau
Le Landreau é uma comuna francesa na região administrativa da Pays de la Loire, no departamento de Loire-Atlantique. Estende-se por uma área de 23,98 km². Em 2010 a comuna tinha 3 319 habitantes (densidade: 138,4 hab./km²).